# 華頓站
華頓站（英語：Waddon railway station）是一個位於克羅伊登倫敦自治市的火車站，啟用於1863年2月，歷史悠久，但搭乘率不高，兩年合算僅600萬。此站位於第5收費區。